# Banco Nacional de Obras y Servicios Públicos
El Banco Nacional de Obras y Servicios Públicos (BANOBRAS) es una institución de banca de desarrollo mexicana cuya labor es financiar obras para la creación de servicios públicos.

## Historia
En la situación de los años posteriores a la Revolución Mexicana y la crisis económica mundial provocada por la Gran Depresión, y dado el retraso que México vivía en cuanto a la falta de servicios públicos, el 20 de febrero de 1933 nace el Banco Nacional Hipotecario Urbano y de Obras Públicas (BNHUOP) durante el gobierno del presidente de México, Abelardo L. Rodríguez y como Secretario de Hacienda, Alberto J. Pani.
En sus primeros veinte años de existencia, desarrolló las comunicaciones, industrias y promovió el crecimiento de las Ciudades mexicanas.
Durante el desarrollo estabilizador la institución cambio de nombre a Banco Nacional de Obras y Servicios Públicos y participó en proyectos como el ferrocarril de Chihuahua al Pacífico y la autopista México-Puebla.Así como fue también la mayor participante en la construcción del complejo habitacional Tlatelolco en la Ciudad de México.
A cincuenta años de su fundación, y en una grave crisis económica causada por el sobre-endeudamiento, la institución fue de vital importancia, por lo que tuvo que adecuarse a la situación nacional. En 2011, la institución jugó un papel importante en la construcción de las fases II y III del Circuito Exterior Mexiquense.

## Directores generales
A continuación se presentan los directores generales del Banco Nacional Hipotecario, Urbano y de Obras Públicas (BNHUOP) y de su actual denominación como Banco Nacional de Obras y Servicios Públicos (desde 1966):
| Banco Nacional Hipotecario, Urbano y de Obras Públicas                               | Banco Nacional Hipotecario, Urbano y de Obras Públicas | Banco Nacional Hipotecario, Urbano y de Obras Públicas |
| Director general                                                                     | Periodo                                                |                                                        |
| ------------------------------------------------------------------------------------ | ------------------------------------------------------ | ------------------------------------------------------ |
| Gonzalo Robles Fernández                                                             | 1933 - 1935                                            |                                                        |
| José Méndez Velázquez                                                                | 1936 - 1941                                            |                                                        |
| Juan de Dios Bátiz Paredes                                                           | 1942 - 1946                                            |                                                        |
| Adolfo Zamora Padilla                                                                | 1947 - 1952                                            |                                                        |
| Manuel Sánchez Cuén                                                                  | 1953 - 1958                                            |                                                        |
| Guillermo H. Viramontes                                                              | 1959 - 1965                                            |                                                        |
| Banco Nacional de Obras y Servicios Públicos                                         |                                                        |                                                        |
| Director general                                                                     | Periodo                                                |                                                        |
| Jesús Robles Martínez                                                                | 1965 - 1976                                            |                                                        |
| Enrique Olivares Santana                                                             | 1976 - 1979                                            |                                                        |
| Octavio Andrés Hernández                                                             | 1979 - 1982                                            |                                                        |
| Enrique Creel de la Barra                                                            | 1982 - 1986                                            |                                                        |
| Carlos Sales Gutiérrez                                                               | 1986 - 1988                                            |                                                        |
| Fernando del Villar Moreno                                                           | 1988 - 1990                                            |                                                        |
| Gustavo Carvajal Moreno                                                              | 1990 - 1991                                            |                                                        |
| Enrique Álvarez del Castillo                                                         | 1991 - 1993                                            |                                                        |
| Jacques Rogozinski Schtulman                                                         | 1993 - 1994                                            |                                                        |
| Jesús Reyes-Heroles González-Garza                                                   | 1994 - 1995                                            |                                                        |
| Jaime Corredor Esnaola                                                               | 1996 - 1998                                            |                                                        |
| José Luis Flores Hernández                                                           | 1998 - 2000                                            |                                                        |
| Tomás Ruiz González                                                                  | 2000 - 2003                                            |                                                        |
| Felipe Calderón Hinojosa                                                             | 2003                                                   |                                                        |
| Luis Pazos De la Torre                                                               | 2003 - 2006                                            |                                                        |
| Alonso García Tamés                                                                  | 2006 - 2011                                            |                                                        |
| Georgina Kessel Martínez                                                             | 2011 - 2012                                            |                                                        |
| Alfredo del Mazo Maza                                                                | 2012 - 2015                                            |                                                        |
| Abraham Zamora Torres                                                                | 2015 - 2017                                            |                                                        |
| Alfredo Vara Alonso                                                                  | 2017 - 2018                                            |                                                        |
| Jorge Mendoza Sánchez*                                                               | 2018 -                                                 |                                                        |
| *Ocupa simultáneamente la Dirección General de Sociedad Hipotecaria Federal, S.N.C.. |                                                        |                                                        |